# Bombardeig de Clydebank
El Bombargeig de Clydebank o Clydebank Blitz és un bombardeig estratègic de la ciutat escocesa de Clydebank per part de la Luftwaffe alemanya durant el març de 1941 en el context de la Segona Guerra Mundial. Els episodis ocorreguts el 13 i 14 de març van deixar un balanç de 528 morts, 617 ferits greus i 12.000 cases destruïdes totalment o parcialment. Només set edificis de la localitat van quedar intactes i més de 35.000 persones van perdre la seva llar. La situació de Clydebank, on es fabricaven vaixells i munició per als aliats la van convertir en un clar objectiu dels alemanys, que van llençar més de 1000 bombes i van atacar els principals centres productius. Els avions de la Royal Air Force van aconseguir fer caure dos dels bombarders. Es tracta de l'esdeveniment més greu de tota la història de la guerra a Escòcia.